# Václav Kolaja
Václav Kolaja (* 14. června 1971, Uherské Hradiště) je český diplomat. Byl náměstkem ministra zahraničí, od roku 2018 je velvyslancem ČR Svatém stolci, Suverénním řádu Maltézských rytířů a Republice San Marino. Úřadu se ujal 10. května 2018, dne 25. května 2018 předal kopie pověřovacích listin Mons. Giovannimu Angelovi Becciu, substitutu pro všeobecné záležitosti Státního sekretariátu Svatého stolce.  Funkci velvyslance ukončil dne 29. října 2024. Jeho nástupcem se stal doc. Pavel Svoboda.